# Joakim Nilsson (1994)
Jörgen Joakim Nilsson (Hernosândia, 6 de fevereiro de 1994) é um futebolista profissional sueco que atua como defensor, atualmente defende o IF Elfsborg.

## Carreira
Joakim Nilsson fez parte do elenco da Seleção Sueca de Futebol nas Olimpíadas de 2016.